# Forshuvudtjärnen (Bjurholms socken, Ångermanland)
Forshuvudtjärnen är en sjö i Bjurholms kommun i Ångermanland och ingår i Gideälvens huvudavrinningsområde. Sjön har en area på 0,0763 kvadratkilometer och ligger 240 meter över havet.

## Delavrinningsområde
Forshuvudtjärnen ingår i det delavrinningsområde (708734-163246) som SMHI kallar för Namn saknas. Medelhöjden är 255 meter över havet och ytan är 1,81 kvadratkilometer. Räknas de 143 avrinningsområdena uppströms in blir den ackumulerade arean 1 587,54 kvadratkilometer. Avrinningsområdets utflöde Gideälven mynnar i havet. Avrinningsområdet består mestadels av skog (50 procent) och sankmarker (19 procent). Avrinningsområdet har 0,08 kvadratkilometer vattenytor vilket ger det en sjöprocent på 4,2 procent.